# Violinski koncert (Beethoven)
Koncert za violino in orkester v D duru, op. 61 (1806) Ludwiga van Beethovna je komponiran v treh stavkih:
1. Allegro ma non troppo
2. Larghetto
3. Rondo. Allegro

Skladatelj je skomponiral Koncert za violino in orkester na prošnjo enega vodilnih dunajskih violinistov Franza Clementa, ki je organiziral samostojni koncert v gledališču Theater an der Wien. Ker je dobil naročilo razmeroma pozno, je Beethoven delal zelo hitro, zadnji stavek je menda končal šele na dan koncerta. Kronisti navajajo, da je violinist igral skladbo a prima vista in je od Beethovna sproti odnašal novo napisane dele skladbe. Na prvi izvedbi, 23. decembra 1806, je Clement odigral prvi stavek koncerta pred pavzo, med pavzo je zabaval občinstvo z virtuoznimi ekshibicijami, ki jih je izvajal po eni struni z navzdol obrnjeno violino (njegovi spretnosti je občinstvo veliko bolj navdušeno ploskalo kot Beethovnovi glasbi), po pavzi pa je odigral še ostanek koncerta. Zdi se, da je Beethoven Clementu razkazovanje zameril, saj v tiskani izdaji koncerta njegovih popravkov ni upošteval, koncert pa je namesto Clementu posvetil svojemu mladostnemu prijatelju Stephanu von Breuningu. Občinstvu je bila skladba všeč, kritiki pa so jo označili za konvencionalno in razvlečeno. Resno izvedbo koncerta je šele leta 1844 v Leipzigu pod taktirko Felixa Mendelssohna pripravil znameniti violinist Joseph von Joachim. Beethoven je v lirični izpovedi dal široki, skoraj simfonični formi prednost pred virtuoznostjo, čeprav solistični part zaradi izrazito klavirsko pisanih razloženih akordov violinistom ni »pisan na kožo«. Prvemu stavku daje poseben značaj motiv štirih kratkih udarcev na pavke, saj se kot utripanje srca več kot šestdesetkrat oglasi med spevnima glavnima temama, ki si ne nasprotujeta, temveč učinkujeta bolj kot vprašanje in odgovor. Temi drugega stavka v tonaliteti dominante po treh variacijah sledita dve eterični melodiji, ki ju ločuje četrta variacija ob spremljavi godal v pizzicatu. Zdi se, kot bi Beethovnu v neskončne, nadzemsko lepe melodične loke Larghetta uspelo ujeti občutje iz Goethejevega Fausta, ko si junak zaželi, da bi se čas ustavil in bi trenutek trajal večno. Zadnji stavek je rustikalni rondo s poudarjeno ritmično zasnovo, po svoji pastoralni preprostosti nasprotje slovesnemu prvemu stavku in zemeljska, tostranska potrditev čustvenega in duhovnega sporočila celotnega dela.